# 法官李漢英
《法官李漢英》（韓語：판사 이한영）是韩国MBC计划于2025年下半年播出的電視劇，改編自同名網絡小說，由金光敏編劇執筆與《加州汽車旅館》的导演李在珍合作打造，池晟主演。

## 演员阵容

### 主要人物
- 池晟 饰演 李漢英
- 朴喜洵 饰演 姜信鎮
- 元真兒 饰演 金珍雅